# Adolphe Ferrière
Adolphe Ferrière, född 30 augusti 1879 i Genève, död där 16 juni 1960, var en schweizisk sociolog och pedagog.
Adolphe Ferrière blev professor vid Rousseauinstitutet i Genève 1912. Redan tidigt väcktes hans pedagogiska intresse bland annat genom inflytande från Maria Montessori, John Dewey och Ovide Decroly. Han grundade 1899 och var till 1925 direktör för Bureau International des écoles nouvelles och medverkade 1921 vid upprättandet av New Education Fellowship, varvid han blev redaktör för den franska upplagan av dess tidskrift Pour l’ère nouvelle. 1924 medverkade han till grundandet av Bureau International d'éducation och var dess vice direktör till 1931. Vid École Internationale de Genève, där Ferrière länge var förståndare, verkade han starkt för sina reformpedagogiska idéer, vilka på många punkter överensstämde med Decrolymetoden men med särskilt betonande av vikten av både kollektivt och individuellt arbete. Ferrière utgav ett trettiotal arbeten, bland vilka märks La loi du progrès en biologie et en sociologie (1915), Transformons l’école (1920, svensk översättning 1924), L’éducation constructive (1927), L’école sur mesure å la mesure du maitre (1931) och Nos enfants et 1’avenir du pays (1942).